# 1059
| 1059               |
| ------------------ |
| Dødsfald - Fødsler |
|                    |

| Gregoriansk kalender | 1059 MLIX               |
| Ab urbe condita      | 1812                    |
| Armensk kalender     | 508 ԹՎ ՇԸ               |
| Kinesiske kalender   | 3755 – 3756 戊戌 – 己亥 |
| Etiopisk kalender    | 1051 – 1052             |
| Jødisk kalender      | 4819 – 4820             |
| Hindukalendere       |                         |
| - Vikram Samvat      | 1114 – 1115             |
| - Shaka Samvat       | 981 – 982               |
| - Kali Yuga          | 4160 – 4161             |
| Iransk kalender      | 437 – 438               |
| Islamisk kalender    | 451 – 452               |

Konge i Danmark: Svend 2. Estridsen 1047-1074
Se også 1059 (tal)